# 殺人捜査 (映画)
『殺人捜査』（さつじんそうさ、原題: 伊: Indagine su un cittadino al di sopra di ogni sospetto）とは、1970年に公開されたエリオ・ペトリ監督のイタリア映画。日本ではソフト化されていない。

## あらすじ
ローマ市警の殺人課長は、辣腕だが権力をカサに着た傲慢な男。ある日、愛人アグネスと学生パーチェの浮気を知った彼は、口論のあげくに彼女を殺害してしまう。しかも、自ら警察に通報し、殺人の痕跡まで残していく。前夫が容疑者として逮捕されたが、捜査は行き詰まる。現場に残された指紋や証拠品は課長のモノばかり、だが誰一人課長を疑う者はなかった。そんな矢先、有力な目撃者が現われ、課長は犯行を自供するが、警察上層部はその事実を揉み消そうとする・・・。

## キャスト
| 役名             | 俳優                       | 日本語吹替                                                            |
| 役名             | 俳優                       | 日本テレビ版                                                          |
| ---------------- | -------------------------- | --------------------------------------------------------------------- |
| 殺人者(公安部長) | ジャン・マリア・ヴォロンテ | 納谷悟朗                                                              |
| アグスタ         | フロリンダ・ボルカン       | 此島愛子                                                              |
| マルアーニ       | アルトゥーロ・ドミニチ     | 阪脩                                                                  |
| 不明 その他      |                            | 村松康雄 倉口佳三 増岡弘 池田勝 藤城裕士 加藤正之 屋良有作 鈴木れい子 |
|                  |                            |                                                                       |
| 演出             | 演出                       | 佐藤敏夫                                                              |
| 翻訳             | 翻訳                       | 入江敦子                                                              |
| 効果             | 効果                       | 芦田公雄/熊耳勉                                                       |
| 調整             | 調整                       | 中里勝範                                                              |
| 制作             | 制作                       | 東北新社                                                              |
| 解説             |                            |                                                                       |
| 初回放送         | 初回放送                   | 1977年4月30日 『土曜映画劇場』 14:30-16:00                            |

## スタッフ
- 監督：エリオ・ペトリ
- 音楽：エンニオ・モリコーネ

## 受賞歴
- 第43回アカデミー外国語映画賞
- 第23回カンヌ国際映画祭審査員特別グランプリ
- 国際映画批評家連盟賞]